# Opeth
Opeth [ˈəʊpəθ] ist eine schwedische Metal-Band aus Stockholm, die zunächst Death Metal spielte und später immer mehr Einflüsse aus Progressive Rock und Progressive Metal verarbeitete.

## Bandgeschichte

### 1990–1994: Entstehung
Der Bandname wurde Wilbur Smiths Roman Der Sonnenvogel entnommen, in dem Opet als ‚Stadt des Mondes‘ übersetzt wird. Die Bandgründer fügten dem Wort lediglich den Buchstaben ‚h‘ hinzu.
Vor der Gründung von Opeth spielten Sänger Mikael Åkerfeldt und Schlagzeuger Anders Nordin mehrere Jahre in der Black-/Death-Metal-Band Eruption. Opeth-Gründer David Isberg spielte zunächst mit mehreren Freunden zusammen. Isberg lernte Åkerfeldt kennen und engagierte ihn zunächst als Bassisten. Die anderen Mitglieder von Opeth wussten davon nichts und verließen im Streit die Band, um ein eigenes Projekt namens Crowley zu gründen und im gleichen Jahr ein Demotape namens The Gate einzuspielen. Opeth ersetzte die ausgeschiedenen Musiker durch Gitarrist Andreas Dimeo, Bassist Nick Döring und Schlagzeuger Anders Nordin.
Opeth spielten ihr erstes Konzert im Februar 1991 mit Therion, Excruciate and Authorise. Danach verließen Dimeo und Döring die Band und wurden für das nächste Konzert durch Gitarrist Kim Pettersson und Bassist Johan DeFarfalla ersetzt. Nach dem zweiten Konzert mit At the Gates, Therion, Desecrator, Megaslaughter und Sarcazm verließ DeFarfalla die Band wieder und wurde durch Peter Lindgren ersetzt, der eigentlich Gitarrist war und, nachdem kurze Zeit später Pettersson die Band verlassen hatte, an die Gitarre wechselte. Am Bass gab Matthias Ander ein kurzes Gastspiel, dem Stefan Guteklint folgte. Nachdem sich Opeth nach ihrer Gründung zunächst geweigert hatten, Demoaufnahmen einzuspielen, entstanden im Zeitraum von 1991 bis 1994 mehrere Demo-, Proberaum- und Promotionsaufnahmen.

### 1994–2000: Frühe Werke

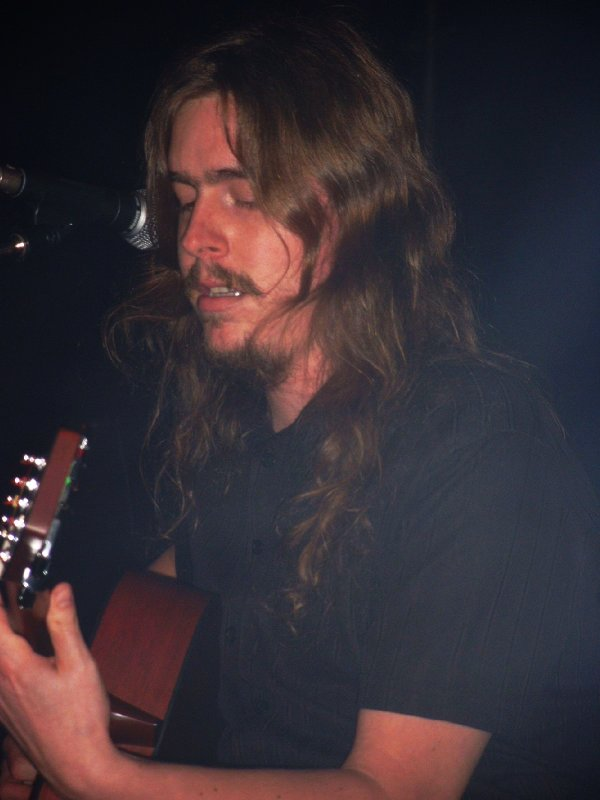
Mikael Åkerfeldt

Nachdem die Band 1994 einen Plattenvertrag mit Candlelight Records unterzeichnet hatte, trennte man sich von Guteklint und engagierte DeFarfalla als Studio-Bassisten für die Aufnahmen von Orchid; er blieb in der Folge Mitglied von Opeth. Nach der Veröffentlichung des Debütalbums bekamen Opeth die Chance, einige Konzerte in Großbritannien zu spielen. Im Frühling 1996 wurde das zweite Album, Morningrise, in den schwedischen Unisound Studios aufgenommen und vom Betreiber Dan Swanö produziert. Nach dem Erscheinen gingen Opeth auf ihre erste Europa-Tournee mit Cradle of Filth. Nach der Tour wurde DeFarfalla gefeuert. Nordin wurde dies mitgeteilt, während er im Urlaub in Brasilien weilte. Er beschloss, dort zu leben, und verließ die Band.
Für My Arms, Your Hearse fand die Band mit Martin Mendez und Martin Lopez, die beide aus Uruguay stammen, zwei neue Mitglieder, aufgrund von Terminproblemen spielte Åkerfeldt jedoch den Bass auf dem Album ein. Lopez spielte vor Opeth bereits bei Amon Amarth. So wurde im Sommer 1997 dieses dritte Album aufgenommen und anschließend wieder getourt. Mit dem Konzeptalbum Still Life von 1999 zeigten sich Opeth eher von der melancholischen Seite. Im Jahr 2000 wechselte die Band das Label und unterschrieb einen Vertrag mit Music for Nations.

### 2001–2004: Durchbruch
Vor dem Erscheinen von Blackwater Park im Jahre 2001 tourten Opeth erneut. In London begegnete Åkerfeldt Steven Wilson und konnte ihn als Produzent für ein neues Album gewinnen. Im Jahr 2002 nahmen Opeth, wieder unter der Regie Wilsons, zeitgleich die beiden Alben Deliverance und Damnation auf. Ersteres ist ein hartes Metal-Album, das andere sehr ruhig und ohne gutturalen Gesang. Das Konzept, aus den verschiedenartigen Ideen und Stücken zwei gegensätzliche Alben zu machen, stammte von Jonas Renkse (Katatonia). Music for Nations konnte nur davon überzeugt werden, da die Band einverstanden war, beide Alben bezüglich der Modalitäten ihres Plattenvertrages und der finanziellen Unterstützung durch die Plattenfirma als ein einziges zu behandeln. Deliverance erschien im November 2002 und Damnation im April 2003. Nach jedem Album folgte eine Tournee. In den Vereinigten Staaten tourte die Band zusammen mit Porcupine Tree. Im Februar 2004 brachten Opeth die DVD Lamentations – Live at the Shepards Bush Empire heraus. Auf dieser ist das Konzert in London zu sehen, wie auch ein Making-of der beiden vorigen Studioalben.

### 2005–heute: Hinwendung zum Prog

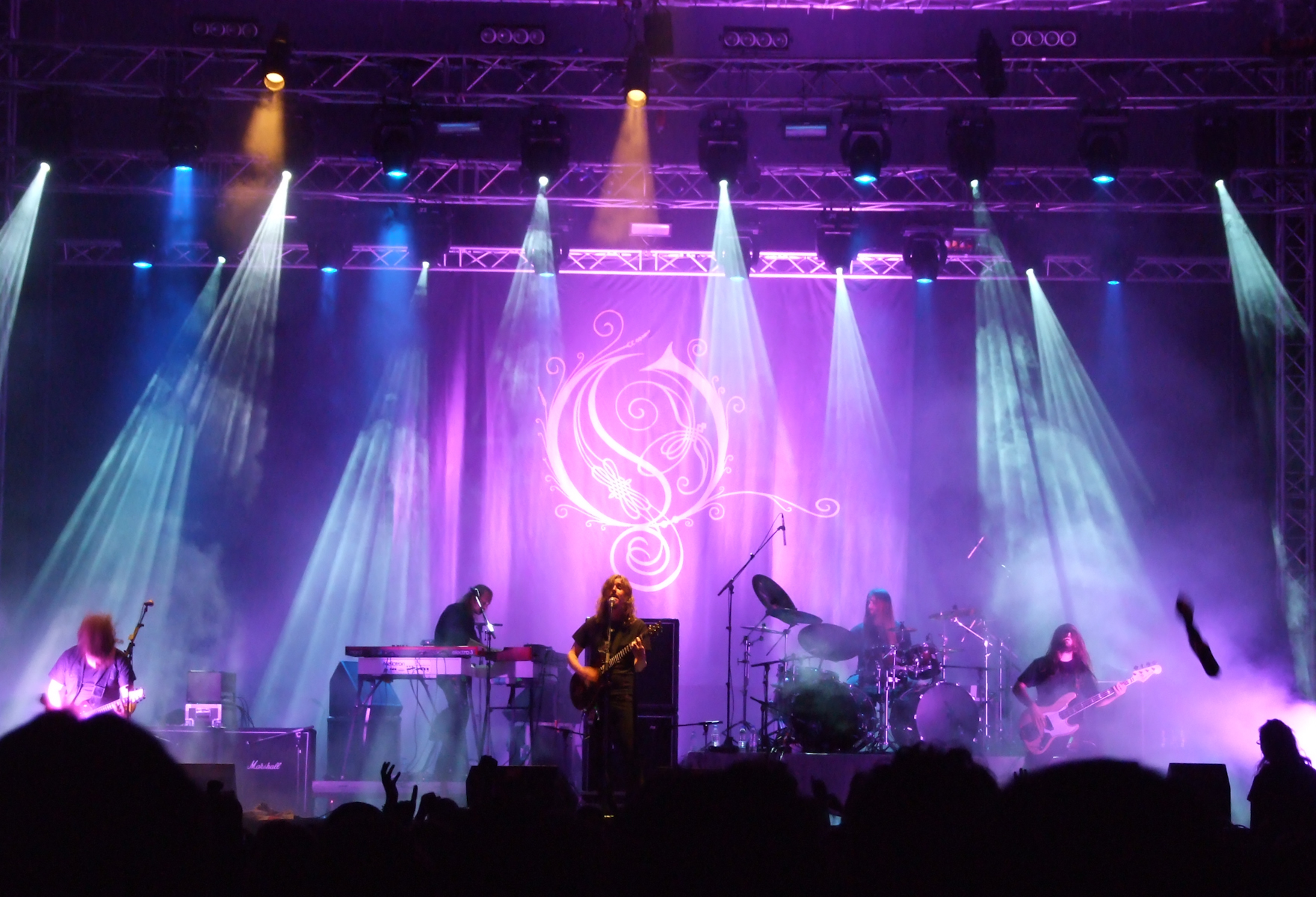
Opeth (2011)

Am 29. August 2005 erschien das Album Ghost Reveries. Die Band war zuvor zu Roadrunner Records gewechselt, da Music for Nations 2004 aufgelöst wurde. Zudem wurde der Keyboarder Per Wiberg, der auf vorherigen Live-Auftritten bereits zur Besetzung gehörte, nun fest in die Band integriert. Auf diesem Album kombinierten Opeth wieder verstärkt Progressive-Rock- und Death-Metal-Elemente, wobei der Death-Metal-Anteil zugunsten von Einflüssen aus dem Psychedelic Rock zurückgeschraubt wurde. Im Vergleich zu den Vorgängeralben war Mikael Åkerfeldt auch nicht mehr allein für die Kompositionen verantwortlich, sondern hat Ideen der ganzen Band mit einfließen lassen.
Im Mai 2006 verließ Schlagzeuger Martin Lopez die Band aus gesundheitlichen Gründen. Seinen Platz als festes Mitglied übernahm kurz darauf Martin „Axe“ Axenrot, welcher zuvor bei Bloodbath aktiv war und bereits früher bei Opeth-Konzerten am Schlagzeug ausgeholfen hatte. Im Mai 2007 veröffentlichte Peter Lindgren einen offenen Brief, in dem er bekannt gab, dass für ihn das Leben mit der Band zu schwer werde, unter anderem wegen der sehr langen Tourneen. Als Ersatz für ihn trat Fredrik Åkesson in seine Fußstapfen, der vorher bei Bands wie Arch Enemy und Krux gespielt hatte. Im Mai 2008 wurde das neunte Studioalbum Watershed veröffentlicht.
Im April 2011 gab Opeth auf ihrer offiziellen Webseite bekannt, dass Keyboarder Per Wiberg die Band im beiderseitigen Einvernehmen verlassen hatte. Dieser wurde später durch Joakim Svalberg, welcher zuerst nur live als Ersatz spielte, ersetzt. Die Keyboard-Parts auf dem im September 2011 erschienenen Album Heritage wurden jedoch noch ausschließlich von Per Wiberg gespielt. Im Frühjahr 2012 spielten Opeth zusammen mit Mastodon die Heritage Hunter Tour durch Nordamerika.
Am 22. August 2014 erschien das elfte Studioalbum Pale Communion, welches durch die Gruppe vorab in voller Länge im Internet bereitgestellt wurde. Auf dem Album verfolgen Opeth die mit Heritage eingeschlagene musikalische Richtung konsequent weiter und verzichten zu Gunsten melodiöser Progressive-Rock-Elemente erneut auf bisherige Death-Metal-Stilmittel. Nachdem die Band einen Plattenvertrag mit dem Label Nuclear Blast abgeschlossen hatte, wurde am 30. September 2016 das Studioalbum Sorceress veröffentlicht. Am 27. September 2019 erschien beim gleichen Label das Studioalbum In Cauda Venenum, welches in zwei Versionen veröffentlicht wurde, nämlich in schwedischer und in englischer Sprache.
Am 22. November 2024 erschien als vierzehntes Studioalbum das Konzeptalbum The Last Will and Testament bei dem Label Reigning Phoenix Music. Ursprünglich sollte das Album am 11. Oktober 2024 veröffentlicht werden, allerdings gab die Band am 19. September 2024 in den Sozialen Medien die Verschiebung aufgrund von unvorhergesehenen Verzögerungen im Produktionsprozess  bekannt. Es ist das erste Album seit Watershed aus 2008, in dem Åkerfeldt Growls neben Klargesang nutzt.

## Musikstil
Als der Gründer David Isberg die Band leitete und Åkerfeldt noch nicht eingestiegen war, orientierte sich die Musik Opeths am Black Metal und klang wie Bathory. Robert Müller vom Metal Hammer verglich das Debütalbum Orchid mit In the Woods… „auf Dope […], mit weniger Prog-Kram und mehr Kerzenlicht, aber genauso üppigen Songs“. Die ersten Alben waren im Death Metal verwurzelt, später wurden immer mehr genrefremde Elemente in die Kompositionen integriert und Opeth wurde oft dem Progressive Metal zugerechnet. Der Musikstil wechselte spätestens ab My Arms, Your Hearse innerhalb der komplex strukturierten und oft langen Stücke zwischen brachialen Metal-Passagen und ruhigen, melancholischen Passagen mit balladesken Anklängen. Dieser Gegensatz findet sich in der besonderen Gesangsweise von Åkerfeldt wieder, der zwischen seiner warmen, klaren Gesangsstimme und tiefem Growling variiert. 
Mit dem Album Heritage ließ die Band die früheren Death-Metal-Einflüsse völlig hinter sich und bezog sich v. a. auf den Progressive Rock der 1970er Jahre. Mit Pale Communion und Sorceress wurde der Weg fortgesetzt. Das folgende Album In cauda venenum wurde erstmals nicht nur in englischer Sprache, sondern parallel auch auf Schwedisch veröffentlicht. Rodney Fuchs von MoreCore.de befand, dass es Opeth auf In cauda venenum zum ersten Mal gelang, die Retrophase, die mit Heritage eingeleitet wurde, zu verlassen, und die musikalische Tiefe der Prog-Metal-Wurzeln mit diesem Siebziger-Jahre-Sound zu vereinen.

## Diskografie
Studioalben

| Jahr | Titel Musiklabel                                 | Höchstplatzierung, Gesamtwochen, AuszeichnungChartplatzierungen (Jahr, Titel, Musiklabel, Platzierungen, Wochen, Auszeichnungen, Anmerkungen) | Höchstplatzierung, Gesamtwochen, AuszeichnungChartplatzierungen (Jahr, Titel, Musiklabel, Platzierungen, Wochen, Auszeichnungen, Anmerkungen) | Höchstplatzierung, Gesamtwochen, AuszeichnungChartplatzierungen (Jahr, Titel, Musiklabel, Platzierungen, Wochen, Auszeichnungen, Anmerkungen) | Höchstplatzierung, Gesamtwochen, AuszeichnungChartplatzierungen (Jahr, Titel, Musiklabel, Platzierungen, Wochen, Auszeichnungen, Anmerkungen) | Höchstplatzierung, Gesamtwochen, AuszeichnungChartplatzierungen (Jahr, Titel, Musiklabel, Platzierungen, Wochen, Auszeichnungen, Anmerkungen) | Höchstplatzierung, Gesamtwochen, AuszeichnungChartplatzierungen (Jahr, Titel, Musiklabel, Platzierungen, Wochen, Auszeichnungen, Anmerkungen) | Anmerkungen                                               |
| Jahr | Titel Musiklabel                                 | DE | AT | CH | UK | US | SE | Anmerkungen                                               |
| ---- | ------------------------------------------------ | --- | --- | --- | --- | --- | --- | --------------------------------------------------------- |
| 1995 | Orchid Candlelight Records Cat.                  | — | — | — | — | — | — | Erstveröffentlichung: 15. Mai 1995                        |
| 1996 | Morningrise Century Media Cat.                   | — | — | — | — | — | — | Erstveröffentlichung: 24. Juni 1996                       |
| 1998 | My Arms, Your Hearse Century Media Cat.          | — | — | — | — | — | — | Erstveröffentlichung: 18. August 1998                     |
| 1999 | Still Life Peaceville Cat.                       | — | — | — | — | — | — | Erstveröffentlichung: 19. Oktober 1999 Verkäufe: + 75.000 |
| 2001 | Blackwater Park Music for Nations Cat./Koch Cat. | — | — | — | — | — | — | Erstveröffentlichung: 27. Februar 2001                    |
| 2002 | Deliverance Music for Nations Cat./Koch Cat.     | — | — | — | — | — | — | Erstveröffentlichung: 12. November 2002                   |
| 2003 | Damnation Music for Nations Cat.                 | — | — | — | — | US192 (1 Wo.)US | — | Erstveröffentlichung: 22. April 2003                      |
| 2005 | Ghost Reveries Roadrunner Cat.                   | DE39 (2 Wo.)DE | — | — | UK62 (1 Wo.)UK | US64 (2 Wo.)US | SE9 (4 Wo.)SE | Erstveröffentlichung: 30. August 2005                     |
| 2008 | Watershed Roadrunner Cat.                        | DE23 (3 Wo.)DE | AT53 (3 Wo.)AT | CH24 (1 Wo.)CH | UK34 (1 Wo.)UK | US23 (3 Wo.)US | SE7 (4 Wo.)SE | Erstveröffentlichung: 3. Juni 2008                        |
| 2011 | Heritage Roadrunner Cat.                         | DE9 (4 Wo.)DE | AT16 (2 Wo.)AT | CH13 (3 Wo.)CH | UK22 (2 Wo.)UK | US19 (3 Wo.)US | SE4 (7 Wo.)SE | Erstveröffentlichung: 20. September 2011                  |
| 2014 | Pale Communion Roadrunner Cat.                   | DE3 (3 Wo.)DE | AT11 (3 Wo.)AT | CH24 (2 Wo.)CH | UK14 (2 Wo.)UK | US19 (1 Wo.)US | SE3 (3 Wo.)SE | Erstveröffentlichung: 26. August 2014                     |
| 2016 | Sorceress Nuclear Blast                          | DE1 (4 Wo.)DE | AT10 (2 Wo.)AT | CH6 (3 Wo.)CH | UK11 (1 Wo.)UK | US24 (2 Wo.)US | SE7 (2 Wo.)SE | Erstveröffentlichung: 30. September 2016                  |
| 2019 | In cauda venenum Nuclear Blast                   | DE5 (4 Wo.)DE | AT15 (2 Wo.)AT | CH10 (3 Wo.)CH | UK13 (1 Wo.)UK | US59 (1 Wo.)US | SE12 (1 Wo.)SE | Erstveröffentlichung: 27. September 2019                  |
| 2024 | The Last Will and Testament Nuclear Blast        | DE3 (2 Wo.)DE | AT5 (2 Wo.)AT | CH3 (2 Wo.)CH | UK42 (1 Wo.)UK | US140 (1 Wo.)US | SE4 (1 Wo.)SE | Erstveröffentlichung: 22. November 2024                   |

## Gastmusiker
- Steven Wilson – Keyboards, Backing Vocals, Mellotron, Gitarre (bei Blackwater Park, Deliverance und Damnation)
- Fredrik Nordström – Hammond-Orgel (bei My Arms, Your Hearse)
- Markus Lindberg – 3 eggs (bei Blackwater Park)
- Nathalie Lorichs – Gesang (bei Coil auf Watershed)
- Joey Tempest (Europe) – Backing Vocal (bei §2 auf The Last Will and Testament)
- Ian Anderson (Jethro Tull) – Querflöte, Spoken Word (bei §4 und §7 auf The Last Will and Testament)